# STS-132
STS-132 was een Spaceshuttlemissie die gelanceerd werd op 14 mei 2010 en duurde tot 26 mei.
De missie werd door de Atlantis uitgevoerd en ging naar het International Space Station (ISS). Atlantis bracht de Russische Mini-Research Module 1 (Rasvet) naar het ISS. Dit was in principe de laatste vlucht voor de Atlantis. Atlantis wordt nog wel vluchtklaar gemaakt voor de STS-335-Launch On Need-missie en mocht deze niet gevlogen worden, dan bestaat er nog een mogelijkheid dat besloten wordt tot een extra reguliere missie STS-135.

## Bemanning
| Positie            | Gelanceerde astronaut                       | Gelande astronaut                           |
| ------------------ | ------------------------------------------- | ------------------------------------------- |
| Bevelhebber        | Kenneth Ham 2e ruimtevlucht                 | Kenneth Ham 2e ruimtevlucht                 |
| Piloot             | Dominic A. "Tony" Antonelli 2e ruimtevlucht | Dominic A. "Tony" Antonelli 2e ruimtevlucht |
| Missiespecialist 1 | Michael T. Good 2e ruimtevlucht             | Michael T. Good 2e ruimtevlucht             |
| Missiespecialist 2 | Piers Sellers 3e ruimtevlucht               | Piers Sellers 3e ruimtevlucht               |
| Missiespecialist 3 | Stephen G. Bowen 2e ruimtevlucht            | Stephen G. Bowen 2e ruimtevlucht            |
| Missiespecialist 4 | Garrett Reisman 2e ruimtevlucht             | Garrett Reisman 2e ruimtevlucht             |

STS-51-J · STS-61-B · STS-27 · STS-30 · STS-34 · STS-36 · STS-38 · STS-37 · STS-43 · STS-44 · STS-45 · STS-46 · STS-66 · STS-71 · STS-74 · STS-76 · STS-79 · STS-81 · STS-84 · STS-86 · STS-101 · STS-106 · STS-98 · STS-104 · STS-110 · STS-112 · STS-115 · STS-117 · STS-122 · STS-125 · STS-129 · STS-132 · STS-135